# Blizzard Entertainment
Близард или Близард ентертејнмент (енгл. Blizzard Entertainment) је амерички произвођач и издавач видео игара са седиштем у Ервајну, Калифорнија, и представља огранак америчке компаније Активижон Близард. Компанија је основана 8. фебруара 1991. године под именом Силикон & Сајнепс(енгл. Silicon & Synapse) од стране три дипломирана студента са Универзитета Калифорније, Лос Анђелес: Мајкл Морхајм, Френк Пирс и Ален Адам. Компанија је првобитно била концентрисана на стварање портова за друге игре пре почетка развоја сопственог софтвера 1993. године са играма попут Rock n' Roll Racing и The Lost Vikings. Године 1994. компанија је постала Хаос Студиос, затим Близард Ентертејнмент, након што је купио дистрибутер Дејвидсон & Асосијејтс(енгл. Davidson & Associates).
Убрзо након тога, Близард је објавио Warcraft: Orcs & Humans. Близард је направио неколико других видео игара, укључујући Warcraft наставке, серију Diablo, Starcraft серију и 2004. године масовну мултиплејер онлајн игру World Of Warcraft. Њихови најновији пројекти укључују прву експанзију за Diablo 3, Reaper of Souls, онлајн игру за игру с картама Hearthstone, шесту експанзију World Of Warcraft-а, Legion мултиплејер онлајн борбену арену Heroes Of The Storm, трећу и последњу експанзију за Starcraft 2: Wings of Liberty, Legacy of the Void, и мултиплејерг игру Overwatch.
Деветог јула 2008. године Активижон се спојио са Вивенди Гејмс.Активижон Близард објавио је откуп 429 милиона акција од већинског власника Вивенди. Као резултат тога Активижон Близард постао је потпуно самостална компанија.
Близард Ентертејнмент хостује конвенције за фанове да се састану и промовишу своје игре: BlizzCon у Калифорнији, САД, и Blizzard Worldwide Invitational у другим земљама, укључујући Јужну Кореју и Француску.

## Историја
Близард Ентертејнмент су основали Мајкл Морхајм, Ален Адам, и Френк Пирс као Силикон & Сајнепс 8. фебруара 1991, годину дана након што су сва тројица добила своје дипломе на универзитетима. За оснивање компаније, свако од њих је добио око 10.000 долара, што је у случају Морхајма он добио од своје баке као део бескаматног зајма. Током прве две године компанија се фокусирала на стварање играних портова за друге студије. Портови укључују наслове као што су J.R.R. Tolkien's The Lord of the Rings, Vol. 1 и Battle Chess 2: Chinese Chess. Године 1993. компанија је развила игре као што су Rock n' Roll Racing и The Lost Vikings (од издавача Интерплеј Продакшнс (енгл. Interplay Productions)).
Почетком 1994. године купио их је дистрибутер Дејвидсон & Асосијејтс за 6,75 милиона долара (данас 11,1 милиона долара). Те исте године компанија је кратко променила назив у Хаос Студиос, пре него што се коначно прозвала Близард Ентертејнмент (након што је откривено да је још једна компанија са именом Хаос већ постојала). Убрзо након тога, Близард је испоручио своју хит игрицу Warcraft: Orcs & Humans.
Дејвидсон јез аједно са Сиера Он-Лајн (енгл. Sierra On-Line) компанијом купио Си-Ју-Си Интернашнл (енгл. CUC International) 1996. године. Си-Ју-Си се затим спојио са хотелом, некретнинама и франшизом за изнајмљивање аутомобила под именом HFS Corporation како би формирао Цендант 1997. године. Године 1998. Си-Ју-Си је уваћен у рачуноводственој превари неколико година пре спајања. Залиха Цендант-а је у наредних шест месеци изгубила 80% своје вредности у разматраном скандалу. Компанија је продала своје корисничке софтверске операције, Сиера Он-Лајн француском издавачу Хавас 1998. године. Исте године купила је Хавас од стране Вивенди-ја. Близард је био део Вивенди Гејмс групе Вивенди. У јулу 2008. године Вивенди Гејмс се спојио са Активижоном, користећи Близардово име у насталој компанији, Активижон Близард.
Године 1996. Близард је купио Кондор Гејмс (енгл. Condor Games), који је тада радио на игри Diablo за Близард. Кондор је преименован у Близард Норт (енгл. Blizzard North), и од тада је развио игре Diablo, Diablo 2 и његову експанзију Lord of Destruction. Близард Норт се налазио у Сан Матеу, Калифорнија. Компанија је настала у Редвуд Сити, Калифорнија(енгл. Redwood City, California).
Близард је лансирао своју онлајн апликацију Battle.net у јануару 1997. године, објављујући своју акциону игру Diablo. Близард је 2002. године могао поново преузети права за три раније направљене игре од Silicon & Synapse, The Lost Vikings, Rock n'Roll Racing и Blackthorne из Interplay Entertainment и поново их објавили за GameBoy Advance, ручну конзолу. Године 2004. Близард је отворио европске канцеларије у Париском предграђу Vélizy, Yvelines, Француска. 16. маја 2005. Близзард је најавио куповину Свингин 'Ејп Студиос(енгл. Swingin 'Ape Studios), програмера видео игара који је развијао Starcraft: Ghost. Близард је 1. августа 2005. године објавио консолидацију Близард Норт-а у седишту Theory 131 у Парку истраживања Универзитета Ервајн у Ервајну, Калифорнија. Године 2007. Близард је преселио своје седиште на 16215 Алтон Парквеј, Ервајн, Калифорнија.
Новембра 23. 2004. године Близард је објавио World of Warcraft, масивну мултиплејер онлајн игру. World of Warcraft је четврта издана игра постављена у фантастичном Warcraft универзуму, коју је први пут представио Warcraft: Orcs & Humans 1994. Близард је објавио World of Warcraft 2. септембра 2001. Игра је објављена 23. новембра 2004. што представља десетогодишњицу Warcraft франшизе.
Прва експанзија игре The Burning Crusade објављена је 16. јануара 2007. године. Други сет експанзије, Wrath of the Lich King, објављен је 13. новембра 2008. Трећи сет експанзије, Cataclysm је објављен 7. децембра , 2010. Mists of Pandaria и Warlords of Draenor су објављени 25. септембра 2012. и 13. новембра 2014. Најновија експанзија, Legion, објављена је 30. августа 2016. године.
У 2012. години Близард је имао 4.700 запослених, са канцеларијама у 11 градова, укључујући Остин, Тексас и земље широм света. Од јуна 2015. године, седиште компаније у Ервајн у Калифорнији имало је 2.622 запослених.
Близард је у септембру 2017. објавио да је купио студио у Burbank Studios у Бербанку у Калифорнији, који ће се претворити у Близард Арена Лос Анђелес, са више звучних стејџова, контролних соба, објеката за вежбање, продавницу робе и седишта до 450 гледалаца. Близард ће користити арену као подршку различитим еСпортовима, почевши од Overwatch Conteders Season One у октобру 2017. године. Близард тренутно планира ово да користит само за своје догађаје, али може допустити другим еСпортс лигама да га користе у будућности.

### Кључни запослени
- Мајкл Морхајм - суоснивач, председник (1991-данас) )
- Ален Адам - оснивач, виши потпредседник, извршни продуцент и бивши председник (1991-2004, 2016-данас))
- Френк Пирс - суоснивач, виши потпредседник, директор дизајна (1991-данас)
- Семвајз Дидиер - виши директор уметности (1992-данас)
- Боби Фишер - технички директор (1992-данас)
- Мет Самиа - потпредседник / кинематографија и медији (1995-данас)
- Алан Дабири - технички директор (1995-данас)
- Џеф Чемберлејн - директор за кинематографију (2000-данас)
- Дастин Бровдер - директор игре (2007-данас)
- Џеф Каплан - директор игре (Overwatch, 2002-данас)
- Ион Хазикостас - директор игре (World of Warcraft, 2008-данас)

### Бивши кључни запослени
- Дејвид Бревик - суоснивач и председник Близзард Норт-а / директор Близард. Ент (1993-2003)
- Бил Рупер - потпредседник Близард Норт-а / директор Близард Ент. (1994-2003)
- Сем Лантинга - водећи инжењер софтвера (2001-2011)
- Грег Стрит - дизајнер водећих система (2008-2013)
- Алек Маиберри - продуцент главне игре (2004-2014)
- Шејн Дабири - главни продуцент (1994-2014)
- Роб Пардо - извршни потпредседник дизајна (1998-2014
- Јојреј Хол - супервизор за DVD / Видео (1991-2015)
- Пол Семс - главни оперативни директор (1996-2015)
- Ник Карпентер - извршни уметнички директор (1994-2016)
- Џош Москеира - директор игре (2011-2016)
- Крис Метзен - потпредседник креативног развоја (1994-2016)
- Мајк О'Брајан - директор компаније и програмер (1995-2000)
- Бен Броде - директор игре (Hearthstone, 2008-2018)

## Игре
| Компанија                                 | Назив              | Година                                                          | Платформа                                                |
| ----------------------------------------- | ------------------ | --------------------------------------------------------------- | -------------------------------------------------------- |
| Silicon & Synapse                         | RPM Racing         | 1991                                                            | Super NES                                                |
| Silicon & Synapse                         | The Lost Vikings   | 1992                                                            | Super NES, Mega Drive/Genesis, Amiga, Amiga CD32, MS-DOS |
| Silicon & Synapse                         | Rock n'Roll Racing | 1993                                                            | Super NES, Mega Drive/Genesis                            |
| Blizzard Entertainment                    |                    |                                                                 |                                                          |
| Blackthorne                               | 1994               | Super NES, MS-DOS, Sega 32X, Mac OS                             |                                                          |
| The Death and Return of Superman          | 1994               | Super NES, Mega Drive/Genesis                                   |                                                          |
| Warcraft: Orcs & Humans                   | 1994               | MS-DOS, Mac OS                                                  |                                                          |
| Justice League Task Force                 | 1995               | Super NES, Mega Drive/Genesis                                   |                                                          |
| Warcraft 2: Tides of Darkness             | 1995               | MS-DOS, Windows, Mac OS, Sega Saturn, PlayStation               |                                                          |
| Warcraft 2: Beyond the Dark Portal        | 1996               | MS-DOS, Windows, Mac OS, Sega Saturn, PlayStation               |                                                          |
| Diablo                                    | 1996               | Windows, Mac OS, PlayStation                                    |                                                          |
| The Lost Vikings 2                        | 1997               | Super NES, Sega Saturn, PlayStation, Windows                    |                                                          |
| StarCraft                                 | 1998               | Windows, Mac OS, Nintendo 64                                    |                                                          |
| StarCraft: Brood War                      | 1998               | Windows, Mac OS                                                 |                                                          |
| Warcraft 2: Battle.net Edition            | 1999               | Windows, Mac OS                                                 |                                                          |
| Diablo 2                                  | 2000               | Windows, Mac OS, OS X                                           |                                                          |
| Diablo 2: Lord of Destruction             | 2001               | Windows, Mac OS, OS X                                           |                                                          |
| Warcraft 3: Reign of Chaos                | 2002               | Windows, Mac OS, OS X                                           |                                                          |
| Warcraft 3: The Frozen Throne             | 2003               | Windows, Mac OS, OS X                                           |                                                          |
| World of Warcraft                         | 2004               | Windows, OS X                                                   |                                                          |
| World of Warcraft: The Burning Crusade    | 2007               | Windows, OS X                                                   |                                                          |
| World of Warcraft: Wrath of the Lich King | 2008               | Windows, OS X                                                   |                                                          |
| StarCraft 2: Wings of Liberty             | 2010               | Windows, OS X                                                   |                                                          |
| World of Warcraft: Catacylsm              | 2010               | Windows, OS X                                                   |                                                          |
| Diablo 3                                  | 2012               | Windows, OS X, PlayStation 3, Xbox 360, PlayStation 4, Xbox One |                                                          |
| World of Warcraft: Mists Of Pandaria      | 2012               | Windows, OS X                                                   |                                                          |
| StarCraft 2: Heart of the Swarm           | 2013               | Windows, OS X                                                   |                                                          |
| Hearthstone: Heroes of Warcraft           | 2014               | Windows, OS X, iOS, Android                                     |                                                          |
| Diablo 3: Reaper of Souls                 | 2014               | Windows, OS X, PlayStation 3, Xbox 360, PlayStation 4, Xbox One |                                                          |
| World of Warcraft: Warlords of Draenor    | 2014               | Windows, OS X                                                   |                                                          |
| Heroes of the Storm                       | 2015               | Windows, OS X                                                   |                                                          |
| Starcraft 2: Legacy of the Void           | 2015               | Windows, OS X                                                   |                                                          |
| Overwatch                                 | 2016               | Windows, PlayStation 4, Xbox One                                |                                                          |
| World of Warcraft: Legion                 | 2016               | Windows, macOS                                                  |                                                          |
| StarCraft: Remastered                     | 2017               | Windows, macOS                                                  |                                                          |
| World of Warcraft: Battle for Azeroth     | 2018               | Windows, macOS                                                  |                                                          |

### Портови
Ове игре су портоване док је компанија била позната под називом Силикон & Сајнепс.
| Назив                                         | Година | Платформа                          |
| --------------------------------------------- | ------ | ---------------------------------- |
| Battle Chess                                  | 1992   | Windows 3.x and Commodore 64 ports |
| Battle Chess 2: Chinese Chess                 | 1992   | Amiga port                         |
| J.R.R. Tolkien's the Lord of The Rings, Vol 1 | 1992   | Amiga port                         |
| Castles                                       | 1992   | Amiga port                         |
| MicroLeague Baseball                          | 1984   | Amiga port                         |
| Lexi-Cross                                    | 1992   | Macintosh port                     |
| Dvorak on Typing                              | 1992   | Macintosh port                     |
| Shanghai 2: Dragon's Eye                      | 1994   | Windows 3.x port                   |

### Главне франшизе
Тренутно, Близард има четири главне франшизе: Warcraft, Diablo, StarCraft и Overwatch. Свака франшиза је подржана од стране других медија заснованих на својој интелектуалној својини као што су романи, игрице с колекционарним картицама, стрипови итд. Близард Ентертејнмент најавио је 2006. да ће производити филм Варцрафт ливе-ацтион. Филм је режирао Данкан Џоунс, који су финансирали и продуковали Legendary Pictures, Atlas Entertainment и други, а дистрибуирали Universal Pictures. Објављен је у јуну 2016. године.

### Необјављене игре
Значајне необјављене игре укључују Warcraft Adventures: Lord of the Clans, који је отказан 22. маја 1998. године, Shattered Nations и StarCraft: Ghost, који је 24. марта 2006. године био "одложен на неодређено време". Након седам година развоја, Близард је открио поништење ММО игре под називом "Titan" 23. септембра 2014. године. Компанија такође има историју опадања како би одредила датуме пуштања, одабирајући да узме што више времена по потреби.

## Технологија
Близард је користио посебну форму софтвера познатију као "Варден Клајент"(енгл. Warden Client). Познато је да је Варден клајент коришћен са Близардовим онлајн игрицама као што су Diablo и World of Warcraft, а услови услуге садрже клаузулу која одобрава скенирање РАМ-а софтвера Варден-а док Близардова игра ради.
Клајент Варден скенира мали део сегментног кода покретаних процеса како би утврдио да ли се покрећу неки програми независних произвођача. Циљ овога је да открије и адресира играче који можда покушавају да покрену непотписани код или недозвољене програме у игри. Ово одређивање програма независних произвођача врши се тако што се скенирају стрингови и упоређују хаш вредност са листом хаша који се претпоставља да одговара забрањеним програмима. Поузданост управника у исправним распознавањем легитимних наспрам нелегитимних акција доведена је у питање када се десио велики обим инцидента. Овај инцидент забранио је многе Линукс кориснике након што је ажурирање Варден-а довело до погрешног откривања Цедега-а као програма варања. Управник скенира све поступке који раде на рачунару, а не само игру, и могу се пробити преко онога што би се сматрало приватним информацијама и другим личним информацијама. Због ових периферних скенирања Варден је оптужен за шпијунски софтвер и суочава се са контроверзама између заговорника приватности.

### Battle.net 2.0
Близард је 2009. године објавио обновљен Баттле.нет сервис. Ова услуга омогућила је људима који су купили Близард производе (StarCraft, StarCraft 2, Diablo 2 и Warcraft 3, као и њихове експанзије) да преузиму дигиталне копије игара које су купили, без употребе било каквих физичких медија.
Близард је 11. новембра 2009. године затражио да сви рачуни World of Warcraft прелазе на рачуне Баттле.нет. Ова транзиција значи да се свим тренутним играма Близарда може приступити, преузети и играти са јединственим логином на Battle.net-у.
Battle.net 2.0 је платформа за сервисирање игара Близард игара, која нуди играчима низ додатних функција. Играчи могу да прате достигнућа свог пријатеља, преглед историје, аватаре итд. Играчи могу да откључају широк спектар достигнућа (награде за комплетирање игре) за Близард игре.
Услуга омогућава играчима да разговарају истовремено са играчима из других Близард игара. На пример, играчима више није потребно креирати више корисничких имена или налоге за већину Близард производа. Да би се омогућила комуникација између игара, играчи морају постати другари унутар игре или преко Battle-Tag-а.

## Повезане компаније
Током година неки бивши запослени у Близарду су прешли у друге компаније или основали своје:
- Flagship Studios, креатори игрице Hellgate: London такође су радили на Митосу
- ArenaNet, креатори Guild Wars франшизе
- Ready at Dawn Studios, креатори игрица The Order: 1866, Daxter, God of War: Chains of Olympus и Okami порта за Wii
- Red 5 Studios, креатори игрице Firefall
- Castaway Entertainment
- Click Eintertainment, креатори игрице Throne Of Darkness
- Carbine Studios
- Turptide Design
- Hyboreal Games
- Runic Games
- Trion Worlds
- Undead Labs